# エヴリン・オニール
エヴリン・オニール（Evelyn O'Neill）は、アメリカ合衆国のタレントマネージャー、映画プロデューサーである。プロデュースした『レディ・バード』が高く評価され、第90回アカデミー賞作品賞にノミネートされた。女優のリース・ウィザースプーンのマネージャーである。

## キャリア
ハーバード大学とカリフォルニア大学ロサンゼルス校を卒業した。1980年代にスーザン・バイメルの助手としてキャリアをスタートさせ、1994年にバイメル・オニール&アソシエイツを設立する。1990年、同社はモア・メダヴォイと共にタレント・エンターテインメント・グループと合併する
2002年、オニールとバイメルはエリック・クランツラー、デヴィッド・セルツァー、ガイモン・キャサディ、ダニエル・ラパポートと共にマネジメント360を設立する。2009年、『ハリウッド・リポーター』はエンターテインメント界で最も影響力のある女性100人で彼女を90位に挙げ。
2017年、オニールはスコット・ルーディンとイーライ・ブッシュと共同でマネジメント360のクライアントで女優のグレタ・ガーウィグが監督を務めた『レディ・バード』をプロデュースした。『レディ・バード』は第90回アカデミー賞作品賞を含む多くの賞にノミネートされた。

## フィルモグラフィ

### テレビシリーズ
- Talk to Me (2000) 製作（計6話）
- House Rules (1998) 製作（計7話）

### 映画
- NOセックス、NOライフ! Trust the Man (2005) 製作総指揮
- Faceless (2006) テレビ映画、製作総指揮
- レディ・バード Lady Bird (2017) 製作